# Подрез, Дмитрий Арнольдович
Дмитрий Арнольдович Подрез (22 декабря 1971, Минск) — белорусский футболист, полузащитник.

## Биография
Воспитанник минской СДЮСШОР № 5 и футбольной школы «Смена». На взрослом уровне начал выступать в первом сезоне независимого чемпионата Белоруссии в первой лиге в клубе «Беларусь» (позже — «Динамо-93»). По итогам весеннего сезона 1992 года со своим клубом поднялся в высшую лигу, где выступал следующие три сезона. Серебряный (1993/94) и бронзовый (1992/93, 1994/95) призёр чемпионата страны, обладатель Кубка Белоруссии 1994/95. Однако в двух последних сезонах играл очень редко, а часть сезона 1994/95 провёл в команде «Динамо-Юни» во второй лиге. Летом 1995 года перешёл в клуб «Молодечно», где выступал в течение года.
В середине сезона 1996 года перешёл в минское «Динамо». Чемпион (1997) и серебряный призёр (1996) национального чемпионата, финалист Кубка Белоруссии 1997/98.
Летом 1998 года перешёл в «Шахтёр» (Солигорск) и выступал за него 6 с половиной лет, сыграв более 130 матчей в лиге. Двукратный бронзовый призёр чемпионата (2002, 2004), обладатель Кубка Белоруссии 2004, правда в последнем сезоне уже не был основным игроком. В 1999 году стал лучшим бомбардиром своего клуба (13 голов), а среди всех снайперов лиги занял шестое место.
По окончании сезона 2004 года приостановил карьеру. В 2008 году вернулся в профессиональный футбол и провёл сезон в клубе второй лиги «Городея».
Всего в высшей лиге Белоруссии сыграл 237 матчей и забил 61 гол.
После окончания спортивной карьеры занимался торговлей строительными материалами.